# Henrik Evensen
Henrik Evensen (Maura, 17 de noviembre de 1994) es un ciclista noruego.

## Palmarés
2018
- Ronde de l'Oise, más 2 etapas[1][2]